# Alice Tully Hall
O Alice Tully Hall é uma sala de concertos do Lincoln Center em Upper West Side, Manhattan, Nova York. O nome é uma homenagem a Alice Tully (1902—1993), uma artista e filantropa nova-iorquina cujas doações ajudaram na construção do salão. O Tully Hall está localizado dentro do Juilliard Building, uma estrutura brutalista, que foi projetada pelo arquiteto Pietro Belluschi, e concluída e inaugurada em 1969. Desde a sua inauguração, já recebeu inúmeras apresentações e eventos, incluindo o Festival de Cinema de Nova York. O Tully Hall acomoda 1.086 pessoas.
Como parte do Projeto de Desenvolvimento da Rua 65 do Lincoln Center, a Juilliard School e o Tully Hall passaram por uma grande reforma e expansão liderada pelos arquitetos do Diller Scofidio + Renfro e FXFOWLE concluída em 2009. O prédio utiliza novos materiais de interior e tecnologias mais avançadas, e equipamentos atualizados para shows, cinema, teatro e apresentações de dança. A expansão do Juilliard Building criou um saguão de três andares todo em vidro e uma praça submersa sob uma nova extensão em cantiléver, “projetando uma nova identidade pública visível para a Broadway".

## História

### Contexto e construção
Antes da construção do Alice Tully Hall, a maioria das apresentações de música na cidade de Nova York eram realizadas no The Town Hall na West 43rd Street, que havia sido construído em 1921. Os fundadores do Lincoln Center desejavam ter um salão de música no complexo, visto que ainda faltava um espaço dedicado. Antes do início da construção do Lincoln Center, os arquitetos consideraram a possibilidade de instalar uma sala de música no porão do Philharmonic Hall (renomeado para David Geffen Hall, anteriormente Avery Fisher Hall). No entanto, como a Juilliard School precisava de uma sala de concertos, o Lincoln Center decidiu construir uma no prédio da Juilliard. A construção do edifício Juilliard começou em 1965 - em um quarteirão ao norte do complexo original do Lincoln Center e parte do terreno designado para melhorias por meio de renovação urbana. O custo foi de aproximadamente US$ 4,2 milhões, todos cobertos por doações de Alice Tully, uma filantropa de Nova York e ex-cantora. 
O Tully Hall foi projetado pelo arquiteto Pietro Belluschi e pelos arquitetos associados Eduardo Catalano e Helge Westermann. O renomado Heinrich Keilholz projetou a acústica do salão. Alice Tully desempenhou um papel influente no design do salão. "Ela foi muito, muito particular e meticulosa sobre suas escolhas de cores e o que ela queria no corredor que levaria seu nome", disse Patrick McGinnis, ex-diretor de operações e gerente de Alice Tully Hall, em uma entrevista em 1992. Tully também insistiu em haver um amplo espaço entre as fileiras de assentos, permitindo que os frequentadores de concertos de todas as alturas se sentissem confortáveis.

### Abertura, uso e reforma

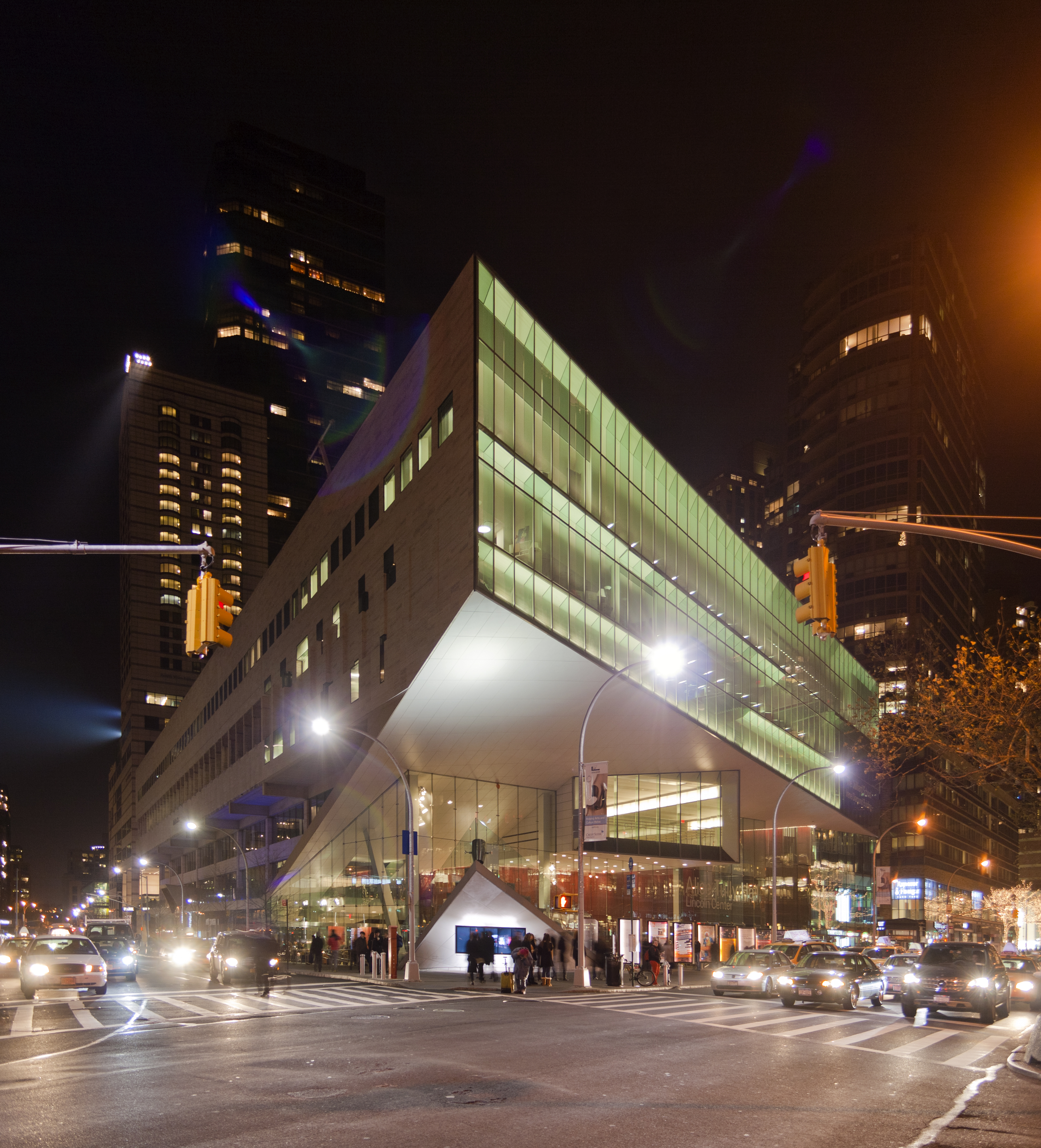
Alice Tully Hall e a Juilliard School à noite.

O Tully Hall foi inaugurado em 11 de setembro de 1969. Sua noite de abertura apresentou o primeiro concerto do novo Lincoln Center Chamber Music Society. O New York Times elogiou o "interior elegante e contido" de basswood, carpete lilás e assentos cor de framboesa", e Mildred Schmertz da Architectural Record escreveu que Alice Tully Hall e os outros auditórios no edifício da Juilliard School "provam que é possível para criar salões elegantes em termos contemporâneos, sem recorrer a evocações precárias do dourado, gesso e decoração de cristal dos grandes salões do passado”. Desde a sua inauguração, o Tully Hall tem servido como palco para vários eventos, incluindo Mostly Mozart, Great Performers, o Festival de Cinema de Nova Iorque e Jazz at Lincoln Center.
Em abril de 2004, o Lincoln Center revelou os projetos de Diller Scofidio + Renfro (que foi selecionado como arquiteto do projeto em 2003) e FXFOWLE para a primeira fase de seu projeto de reforma, que incluiu a expansão do edifício Juilliard e o redesenho de Alice Tully Hall. O plano recebeu a aprovação final e a construção começou em março de 2006. O plano foi elogiado por muitos críticos de arquitetura, mas também recebeu críticas de preservacionistas que desejavam que o edifício Belluschi original permanecesse intacto. Uma proposta de 2005 para transformá-lo em marco histórico da cidade foi recusada pela Comissão de Preservação de Nova York. Docomomo International, uma organização que trabalha para proteger os edifícios e locais modernistas do século XX foi uma das principais organizações que protestou contra as reformas. A maior parte da controvérsia se concentrou nas mudanças feitas em outras partes do Lincoln Center, na fase 2 do projeto de reconstrução.